# Jo Vincent

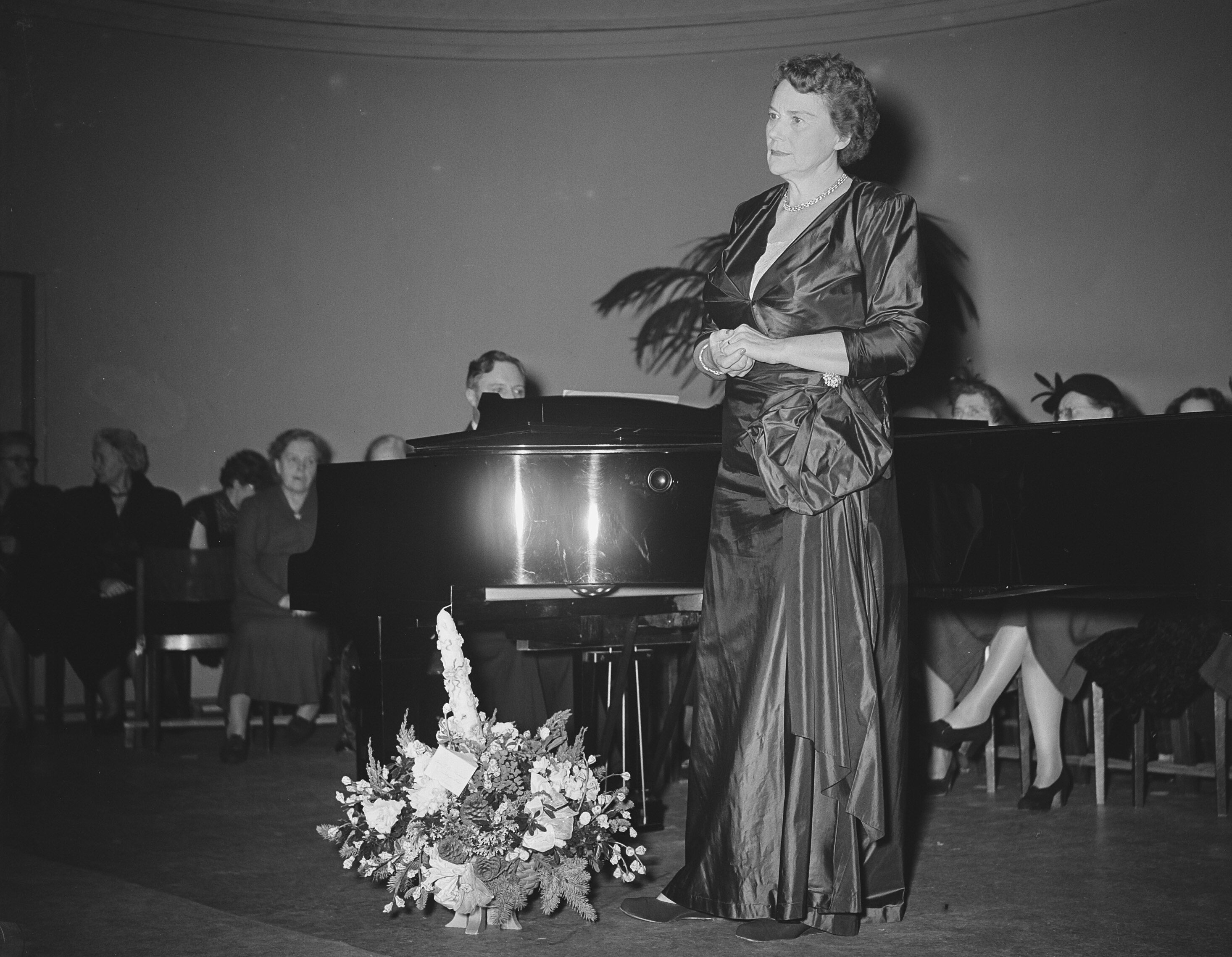
Jo Vincent 1955

Johanna Maria Jo Vincent (* 6. März 1898 in Amsterdam; † 28. November 1989 in Monte Carlo) war eine niederländische Konzertsängerin und Gesangslehrerin.

## Leben
Jo Vincent wurde am 6. März 1898 in Amsterdam geboren. Sie war die Tochter des Glockenspielmeisters Jacob Vincent (1868–1953) und Geertruida Johanna Meijer (1873–1938). Sie hatte einen älteren Bruder und eine ältere Schwester. Diese waren Zwillinge und sie wuchsen in einer musikalischen Familie auf. Ihr Vater war Glockenspieler im Königspalast am Dam-Platz, ihr Bruder und ihre Schwester wurden später jeweils Klavierlehrer. Als sie neun Jahre alt war, wurde sie in die Kinderchorklasse der Gesangslehrerin Catharina van Rennes aufgenommen. Auch wenn es immer ihr Wunsch war, Sängerin zu werden, bestand ihr Vater darauf, dass sie die weiterführende Schule besuchte, da er meinte, sie sei für eine Arbeit in einem Büro geeignet. Nachdem sie dort ihren Abschluss gemacht hatte, beschloss Jo Vincent auf Anraten von Freunden eine Gesangslehrerausbildung zu machen. Sie hatte zuvor bei ihrem Vater und der Gesangslehrerin Wilhelmina de Veer-de Lange studiert und erhielt 1919 ihr Solo-Gesangslehrerdiplom von der Königlich Niederländischen Musikvereinigung mit Auszeichnung. In ihren Memoiren sagte sie: „Wie ist das möglich? Jetzt, wo ich fünfundfünfzig bin, fange ich erst an zu verstehen, wie man tatsächlich singt, und mit zwanzig wurde ich bereits offiziell autorisiert, es anderen beizubringen.“ Mit dem Geld, welches sie als Gesangslehrerin verdiente, konnte sie Unterricht bei der Sängerin und Pädagogin Cornelie van Zanten nehmen. 1920 debütierte Jo Vincent in einem lauten und verrauchten Partykeller in Assendelft mit einem Sopransolo aus Haydns „Die Schöpfung“. Nach einer Reihe von Auftritten im Zaanstreek und im Kennemerland sang sie 1923 zum ersten Mal in der Matthäus-Passion und in einem Volkskonzert mit dem Concertgebouw-Orchester in Amsterdam.
Jo Vincent heiratete am 31. Juli 1924 in Amsterdam den Pianisten Maurice van IJzer (1898–1970) und nannte sich danach Jo van IJzer-Vincent. Im selben Jahr debütierte sie als Liedsängerin mit dem Concertgebouw-Orchester unter Willem Mengelberg. Ihr Auftritt mit Mengelberg in Mahlers Achter Symphonie wurde kurz darauf landesweit vom Hilversum-Rundfunk ausgestrahlt. Ihre Ehe lief nicht gut und sie wurde im September 1930 geschieden. Ab 1932 leistete sie regelmäßig Beiträge zu Mengelbergs jährlichen Radioaufführungen des Matthäus-Passion. In dieser Funktion trat sie die Nachfolge von Aaltje Noordewier-Reddingius an, die 1930 ihre Gesangskarriere beendet hatte. Vincent übernahm auch die berühmten jährlichen Kirchenkonzerte von Noordewier-Reddingius.
Jo Vincent heiratete am 5. August 1934 in Overveen den Allgemeinmediziner Cornelis Gerardus Johannes Bos (1894–1971). Kurz vor der Heirat trat sie der römisch-katholischen Kirche bei. Sie trat weiterhin regelmäßig mit religiösen Liedern vor dem NCRV-Rundfunkmikrofon auf. Sie tat dies mit ihrem eigenen Quartett: der Altistin Theodora Versteegh, dem Tenor Evert Miedema und dem Bariton Willem Ravelli, begleitet vom Organisten-Pianisten Anthon van der Horst. Außerdem trat sie mit dem Hollandsch Vokaal Quartet und mit der Pianistin Beppie Rijkens-Culp auf.
1939 sang sie in Scheveningen eine ihrer wenigen Opernrollen: die Gräfin in Mozarts Le nozze di Figaro. Ihre Auftritte im Ausland beschränkten sich auf Gastauftritte, unter anderem 1929 in Paris und 1936 in Wien. In London trat sie regelmäßig als Solistin unter Sir Henry Wood bei den beliebten Promenadenkonzerten auf. Ein Engagement für „Ein deutsches Requiem“ von Brahms in Berlin wurde 1932 abgesagt, da in letzter Minute entschieden wurde, dass nur deutsche Musiker teilnehmen dürfen. Als sie kurz darauf gebeten wurde, auf einem Parteitag der NSDAP in München aufzutreten, lehnte sie dies ab.
1942 weigerte sie sich, sich für die Kultuurkamer anzumelden. Damit endeten ihre öffentlichen Auftritte. Jo Vincent gab ausschließlich heimliche Hauskonzerte, unter anderem in ihrer Villa Tetterode in Overveen. Sie wählte bewusst Lieder mit ermutigenden Texten. Statt eines Honorars erhielt sie dafür Essen. Während dieser Kriegsjahre lebte die Schauspielerin Charlotte Köhler bei ihr.

### Nach Kriegsende
Nach der Befreiung von Amsterdam spielte Jo Vincent am 9. und 10. Juni 1945 beim Festkonzert Vrije Klanken im Concertgebouw. Auch danach folgten viele Engagements. Jo Vincent nahm in den ersten Nachkriegsjahren erneut Gesangsunterricht, diesmal bei der Sopranistin Ruth Horna. Sie gab viele Liederabende mit Werken ihrer Lieblingskomponisten Franz Schubert und Hugo Wolf und sang auch im Matthäustheater. Ein Höhepunkt war die Uraufführung von Benjamin Brittens Frühlingssymphonie im Juli 1949. Hier sang sie für das Concertgebouw-Orchester unter Eduard van Beinum zusammen mit der Altistin Kathleen Ferrier. Sie gehörte damals zu den bestbezahlten Sängerinnen der Niederlande, gab aber auch Schulkonzerte für die Stiftung für Musikpädagogik in Konzertform.
Ihr Mann gab seine Arztpraxis 1953 auf und auch Jo Vincent beschloss, ihre Karriere zu beenden. Sie startete im Herbst eine Abschiedstournee. Danach trat sie kaum noch auf. Ihre Memoiren schrieb sie 1955, um zu unterstreichen, dass ihre Gesangskarriere beendet war. Nach ihrem Abschied glaubte eine Plattenfirma sogar, sie sei bereits gestorben und gab auf einem Cover fälschlicherweise hinter ihrem Namen die Jahreszahl „1898-1955“ an. Das Ehepaar Bos-Vincent zog an die französische Riviera, konnte sich dort aber nicht niederlassen. 1956 kehrten sie in die Niederlande zurück. Sie lebten zunächst in Overveen und Wassenaar und später in einem Bungalow in Aerdenhout. Jo Vincent gab erneut Gesangsunterricht. Dies für Privatpersonen, aber auch an der Musikschule der Haarlemse Maatschappij tot Bevordering der Toonkunst. Dort war ihr Bruder Piet Vincent Direktor.
Nach dem Tod ihres Mannes im Jahr 1971 zog sich Vincent nach Cap-d’Ail in der Nähe von Monte Carlo in Monaco zurück. Jo Vincent starb hier am 28. November 1989 im Alter von 91 Jahren in einem Krankenhaus.